# Pallamano Trieste 2008-2009
Questa pagina raccoglie i dati riguardanti la Pallamano Trieste nelle competizioni ufficiali della stagione 2008-2009.

## Risultati

### Serie A1 maschile

#### Stagione regolare

##### Andata
- 20 settembre - Trieste – Rapid Nonatola 28-25
- 29 settembre - Romagna – Trieste 30-27
- 4 ottobre    - Trieste – Ancona 33-30
- 11 ottobre   - Castenaso 85 – Trieste 17-29
- 18 ottobre   - Trieste – Merano 34-25
- 25 ottobre   - Pressano – Trieste 20-26
- 8 novembre   - Capua – Trieste 25-29
- 15 novembre  - Trieste – Mezzocorona 38-28
- 22 novembre  - Bolzano – Trieste 27-29
- 6 dicembre   - Trieste - Noci 38-18
- 13 dicembre  - Cologne - Trieste 31 - 32

##### Ritorno
- 20 dicembre  - Rapid Nonantola - Trieste 22–30
- 24 gennaio   - Trieste - Romagna 36-29
- 31 gennaio   - Ancona - Trieste 33-36
- 7 febbraio   - Trieste - Castenaso 85 33-15
- 14 febbraio  - Merano - Trieste 16-29
- 21 febbraio  - Trieste - Pressano 29-24
- 28 febbraio  - Trieste - Capua 42–20
- 7 marzo      - Mezzocorona - Trieste 28-36
- 28 marzo     - Trieste - Bolzano 30-31
- 4 aprile     - Noci - Trieste 27-19
- 18 aprile    - Trieste - Cologne 37-22

#### Playoff

##### Semifinali
- 25 aprile    - Noci - Trieste 23-24
- 2 maggio     - Trieste - Noci 28-20

##### Finale
- 9 maggio     - Trieste - Ancona 29-23
- 16 maggio    - Ancona - Trieste 34-33
- 23 maggio    - Trieste - Ancona 31-30

## Classifica
|  | Pos. | Squadra         | Pt | G  | V  | N | S  | GF  | GS  | D    |
|  | ---- | --------------- | -- | -- | -- | - | -- | --- | --- | ---- |
|  | 1.   | Trieste         | 51 | 20 | 17 | 0 | 3  | 629 | 498 | +131 |
|  | 2.   | Bozen           | 46 | 20 | 15 | 1 | 4  | 629 | 533 | +96  |
|  | 3.   | Dorica Ancona   | 44 | 20 | 14 | 2 | 4  | 634 | 580 | +54  |
|  | 4.   | Noci            | 36 | 20 | 11 | 3 | 6  | 569 | 561 | +8   |
|  | 5.   | Black Devils    | 33 | 20 | 11 | 0 | 9  | 604 | 608 | -4   |
|  | 6.   | Pressano        | 31 | 20 | 10 | 1 | 9  | 576 | 584 | -8   |
|  | 7.   | Mezzocorona     | 25 | 20 | 8  | 1 | 11 | 580 | 603 | -23  |
|  | 8.   | Castenaso       | 16 | 20 | 5  | 1 | 14 | 517 | 587 | -70  |
|  | 9.   | Rapid Nonantola | 15 | 20 | 4  | 3 | 13 | 542 | 595 | -53  |
|  | 10.  | Romagna         | 14 | 20 | 4  | 2 | 14 | 559 | 591 | -32  |
|  | 11.  | Cologne         | 11 | 20 | 3  | 2 | 15 | 544 | 643 | -99  |
|  | 12.  | Capua           | 0  | 0  | 0  | 0 | 0  | 0   | 0   | 0    |

Legenda:

      Playoff promozione
      Playout
      Retrocessa in Serie A2 2010-2011

## Statistiche

### Individuali

#### Classifica marcatori
| N. | Giocatore        | Reti |
| -- | ---------------- | ---- |
| 11 | Matej Nadoh      | 227  |
| 13 | Tin Tokic        | 142  |
| 3  | Jan Radojkovič   | 124  |
| 7  | Marco Visintin   | 119  |
| 15 | Marco Lo Duca    | 86   |
| 14 | Andrea Carpanese | 56   |
| 5  | Marius Ionescu   | 20   |
| 23 | Marco Sardoc     | 16   |
| 6  | Paolo Fanelli    | 7    |
| 2  | David Sedmach    | 6    |
| 18 | Matteo Leone     | 3    |
| 8  | Niccolò Zampollo | 3    |
| 10 | Kevin Anici      | 2    |